# Вітольд Леон Чарторийський
А́дам Ле́он Чартори́йський (пол. Witold Leon Czartoryski) (*10 лютого 1864 — † 4 вересня 1945) — князь, член верхньої палати австрійського парламенту.

## Життєпис
Народився 10 лютого 1864 року у місті Вайнхаус. Закінчив Державну гімназію у Ярославі, потім рік студіював філологію, а опісля — 3 роки Рільничої академії у Відні. Власник земель полкінських над Сяном (тартаки, цегельні, стайні), а також Конажева (познанського) та Бєліна (Малопольща). Над Сяном також були землі інших Чарторийських (наприклад, Ізабелли Дзялинської та Владислава Чарторийського, троюрідних сестри і брата його батька), зібрані впродовж попередніх століть їхніми спільними предками.
21 лютого 1889 року у Львові Вітольд Чарторийський одружився з графинею Ядвігою Дідушицькою.
З 1903 року член правління цукровного заводу у Переворську, президент ланцутсько-ярославської водної спілки. Засновував охоронки, сільські школи, створив пенсійний фонд, спонсорував 17 парафій римо- та греко-католицьких. Радець Ради Ярославського повіту (1891—1918), також президент цієї Ради (1898—1904, 1910—1913) і віце-президент (1910—1913). В 1912—1918 роках — радець Ради міста Ярослав. З 1910 року президент Господарського Товариства у Львові, віце-президент Центральної організації рільничих товариств у Варшаві. 1906 року Гуртка землевласників (з 1918 року — Союз землевласників). Посол до Галицького сейму (1908—1914), президент клубу «Центр» (Środek), член рільничої і шкільної комісій. З 1913 року спадковий член вищої палати австрійського парламенту. 1918 року Регенційна Рада призначила його комісаром для Галичини. Сенатор Польської республіки двох скликань (1922—1930).
Вітольд Чарторийський вів також активне громадське і наукове життя. Був членом правління Польської бібліотеки у Парижі, діячем Товариства народних університетів, членом екзаменаційної комісії Академії рільництва у Дублянах і Рільничих студій у Кракові, президентом Вищих земельних курсів у Львові (т.зв. Курси Єжи Тарнауа). Співвидавець «Республіки» і «Варшавянки», учасник Католицької Акції, член Марійського братства. Під час Другої світової війни жив у маєтку в Полкінах, який покинув 1944 року і замешкав у сина Станіслава в Макові-Підхалянському. Автор публікацій «Палацовий парк у Полкінах» (Park dworski w Pełkiniach), «Кілька слів про обрізання і хірургічне лікування дерев» (Kilka słów o przycinaniu i leczeniu chirurgicznym drzew, 1929). Також писав для «Рільника» (Rolnik, 1908), «Народної газети» (Gazeta Narodowa, 1912), «Годувальника» (Hodowcy), «Наїзника» (Jeźdźca) та інших. Померл 4 вересня 1945 року у Макові-Підхалянському.
У Вітольда Чарторийського була велика сім'я. Дружина Ядвіга Чарторийська (Дзєдушинська) у шлюбі народила 12 дітей: Марія Анна, Анна Марія, Кащімєж Єжи, Єжи Пйотр, Влодзімєж Альфонс, Ян Францішек, Роман Яцек, Станіслав Ігнацій, Ельжбета, Адам Міхал, Вітольд Тадеуш, Пйотр Міхал.